# Knoxville News Sentinel
Knoxville News Sentinel est un quotidien régional américain fondé en 1926 et basé à Knoxville, dans l'État du Tennessee. Il est issu de la fusion de deux journaux concurrents, The Knoxville News et The Knoxville Sentinel. Il appartient au groupe E. W. Scripps.